# تیر و کمان

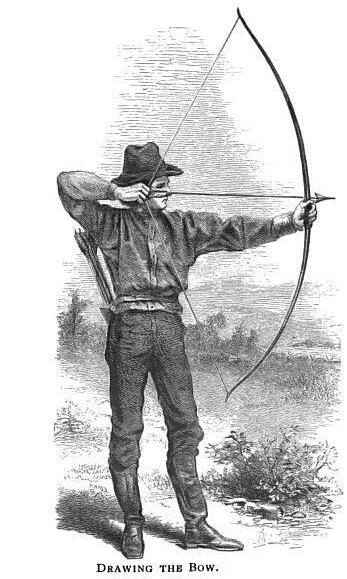
کشیدن کمان، از کتاب راهنمای تیراندازی با کمان در سال ۱۹۰۸ حسین مجیدی

تیر و کمان (به انگلیسی: bow and arrow) یک سیستم تسلیحاتی است که متشکل از یک دستگاه پرتاب کننده کشسانی (کمان) و پرتابه‌های میل بلند (تیر) است.